# Primærrute 44
Primærrute 44 er en hovedvej, der går fra Faaborg i østlig retning til Svendborg.
Primærrute 44 starter nord for Faaborg, ved mødet med primærrute 8 og 43. Den fortsætter mod Svendborg igennem Vester Aaby, Vester Skerninge og Ollerup. Ruten slutter nord for Svendborg ved mødet med Svendborgmotorvejen.
Rute 44 har en længde på ca. 25 km.